# Masdevallia alismifolia
Masdevallia alismifolia är en orkidéart som beskrevs av Friedrich Fritz Wilhelm Ludwig Kraenzlin. Masdevallia alismifolia ingår i släktet Masdevallia och familjen orkidéer. Inga underarter finns listade i Catalogue of Life.